# Mace Neufeld

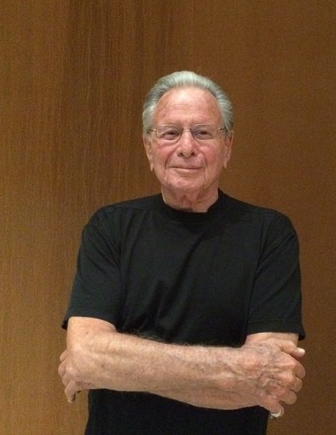
Mace Neufeld

Mace Neufeld (* 13. Juli 1928 in New York City, New York; † 21. Januar 2022 in Los Angeles, Kalifornien) war ein US-amerikanischer Filmproduzent.

## Leben
Mace Neufeld wurde in New York geboren, wo er auch aufwuchs. Bekannt wurde er 1944, als er als Fotograf einen aus dem Krieg zurückkehrenden Soldaten fotografierte und für das Foto mit mehreren Preisen ausgezeichnet wurde. Neufeld machte später seinen Abschluss an der Yale University und wurde als Produzent tätig. Sein Debüt im Filmgeschäft gab er 1976 als Ausführender Produzent des Horrorfilms Das Omen. Es folgten mehr als 40 Film- und Fernsehproduktionen. Zuletzt war er ausführender Produzent der Serie Tom Clancy’s Jack Ryan. Zuvor war er bereits an allen Tom-Clancy-Verfilmungen um die Person Jack Ryan beteiligt. 2003 wurde er mit einem Stern auf dem Hollywood Walk of Fame ausgezeichnet.
Er war bis zu seinem Tod im Alter von 93 Jahren verheiratet und Vater dreier Kinder. Sein Sohn Glenn Neufeld ist als Spezialeffektekünstler im Filmgeschäft tätig.

## Filmografie (Auswahl)
- 1976: Das Omen (als Ausführender Produzent)
- 1985: Der Flieger (The Aviator)
- 1987: No Way Out – Es gibt kein Zurück (No Way Out)
- 1990: Jagd auf Roter Oktober (The Hunt for Red October)
- 1991: Armadillo Bears – Ein total chaotischer Haufen (Necessary Roughness)
- 1991: Flug durch die Hölle (Flight of the Intruder)
- 1991: Omen IV: Das Erwachen (Omen IV: The Awakening)
- 1992: Die Stunde der Patrioten (Patriot Games)
- 1994: Beverly Hills Cop III
- 1994: Das Kartell (Clear and Present Danger)
- 1997: The Saint – Der Mann ohne Namen (The Saint)
- 1999: Wehrlos – Die Tochter des Generals (The General's Daughter)
- 2000: Die Prophezeiung (Bless the Child)
- 2002: Der Anschlag (The Sum of All Fears)
- 2003: Gods and Generals (als Ausführender Produzent)
- 2005: Sahara – Abenteuer in der Wüste (Sahara)
- 2009: Invictus – Unbezwungen (Invictus)
- 2014: Jack Ryan: Shadow Recruit
- 2014: The Equalizer
- 2018: The Equalizer 2

## Auszeichnungen
- Für seine Mitwirkung an dem Film Beverly Hills Cop III wurde Neufeld für die Goldene Himbeere nominiert.
- 2003 erhielt er einen Stern auf dem Hollywood Walk of Fame.